# Чесноков, Андрей Эдуардович
Андре́й Эдуа́рдович Чесноко́в (род. 2 февраля 1966 года, Москва, СССР) — советский и российский теннисист, заслуженный мастер спорта России, кавалер ордена Мужества. Бывшая девятая ракетка мира в одиночном разряде, победитель 7 турниров ATP.

## Биография
Родители развелись, когда Андрею было 3 года; он остался жить с матерью, Валентиной Литвиновой, инженером по профессии. Играть в теннис начал в пятилетнем возрасте у тренера Татьяны Наумко, которая оставалась его тренером в следующие 20 лет; в девять лет принял участие в своём первом детском турнире — чемпионате Москвы в возрастной категории до 12 лет, и в 1981 году стал первой ракеткой СССР среди юношей. 20 октября 1982 года в возрасте 16 лет Чесноков был свидетелем трагедии на футбольном матче в «Лужниках». В 2007 году стал одним из организаторов матча памяти жертв.
Участвовал в турнирах-«сателлитах» с 1984 года. Уже в 1985 году, пройдя квалификационный отбор Открытого чемпионата Франции, во втором круге основной сетки преподнёс сенсацию, обыграв посеянного восьмым Элиота Телтшера.
В начале 1989 года стал первым советским теннисистом, подписавшим персональный контракт с профессиональным спортивным агентством (ProServ); его примеру через несколько месяцев последовала Наталья Зверева. Вскоре после этого оба спортсмена заявили, что не будут больше передавать свои призовые советским спортивным органам. В 1989 году Чеснокова ещё вынудили подписать соглашение, согласно которому он обязывался перечислять советской федерации половину призовых, но на следующий год он уже полностью распоряжаля выигранными суммами. Первый советский спортсмен, выигравший турниры серии Мастерс: Монте-Карло (1990) и Монреаль (1991); победитель ещё 5 турниров АТП: Флоренция (1987), Орландо (1988), Мюнхен (1989), Ницца (1989), Открытый чемпионат Тель-Авива (1990). Финалист 8 турниров в одиночном разряде (в том числе 3 турниров серии Мастерс). Единственный теннисист, который сумел обыграть Томаса Мустера в финале турнира Большого шлема или серии Мастерс на грунте (Монте-Карло-1990). Остальные 7 грунтовых финалов самых престижных турниров Мустер выиграл. Чесноков также был единственным российским теннисистом, игравшим в финале турнира «Мастерс» в Индиан-Уэллсе, пока Даниил Медведев не вышел в финал в 2023 году.
Высшее достижение на турнирах Большого шлема — полуфинал Открытого чемпионата Франции в 1989 году, где Чесноков уступил со счётом 1:6, 7:5, 6:7, 5:7 будущему победителю 17-летнему американцу Майклу Чангу. В четвертьфинале тогда Чесноков победил действующего чемпиона турнира шведа Матса Виландера 6:4, 6:0, 7:5. Через год после этого Чесноков расценивался как один из главных претендентов на победу на Открытом чемпионате Франции, к которому подошёл после победы в Монте-Карло, однако в четвёртом круге в лучшем матче турнира уступил в пяти сетах местному любимцу Анри Леконту, отыгравшись из счёта 2-0 по сетам, но после этого упустив победу при счёте 5:3 по геймам в решающем сете. Также играл в четвертьфинале Australian Open в 1988 году, где уступил шведу Стефану Эдбергу 6:4, 6:7, 4:6, 4:6.
Финалист Кубка Дэвиса 1995 года в составе сборной России. 24 сентября 1995 года в полуфинале Кубка Дэвиса, проходившем в Москве, Андрей отыграл в 5-м сете пятого решающего матча 9 матчболов у немца Михаэля Штиха и выиграл встречу со счётом 6:4, 1:6, 1:6, 6:3, 14:12. 29 сентября 1995 года указом Президента России Бориса Ельцина Чесноков награждён орденом Мужества. В финале Кубка Дэвиса сборная России в Москве на грунте в «Олимпийском» играла с командой США. Чесноков проиграл первый матч финала Питу Сампрасу за 3 часа и 38 минут — 6-3 4-6 3-6 7-6(7-5) 4-6. После игры у Сампраса начались судороги по всему телу, и он смог покинуть корт только с помощью врачей. Американцы обеспечили себе победу после 4-го матча, когда Сампрас в трёх сетах обыграл Евгения Кафельникова. В пятой, ничего не решавшей игре Чесноков в трёх сетах обыграл Джима Курье.
Всего за сборную СССР/СНГ/России (1983—1997) в Кубке Дэвиса Чесноков сыграл 46 матчей, из которых выиграл 28. Теннисный журналист Джон Файнстейн пишет, что Чесноков, в теннисных кругах известный как Чеззи, был одним из самых быстрых игроков современного ему профессионального тура и хорошим стратегом, как правило оставаясь невозмутимым на корте, но на послематчевых конференциях демонстрируя такой чёрный юмор, что легко мог бы выступать на эстраде как комик. Отвоевав вслед за Натальей Зверевой право не переводить выигранные деньги в советские спортивные органы в обмен на обязательство представлять СССР в Кубке Дэвиса и на Олимпийских играх, Чесноков впоследствии перечислял значительную их часть на благотворительность.
Завершил выступления в 2000 году.
Несколько месяцев был тренером Марата Сафина.
В ноябре 2005 года во время турнира в Днепропетровске был ранен двумя выстрелами резиновыми пулями из травматического пистолета, переделанного под боевой. Чесноков получил два непроникающих ранения мягких тканей живота. Кроме того, сломал 2 пальца на руке, ударив одного из нападавших.

## Финалы турниров ATP

### Одиночный разряд (7 побед — 8 поражений)
| Финалы                      |
| Турниры Большого шлема (0)  |
| Кубок Мастерс (0)           |
| Турниры серии Мастерс (2-3) |
| Турниры ATP тура (5-5)      |

| Финалы по покрытиям            |
| Хард, в том числе в зале (3-4) |
| Грунт (4-3)                    |
| Трава (0-1)                    |
| Ковёр (0)                      |

| Итог  | №   | Дата        | Турнир                     | Покрытие | Соперник в финале     | Счёт                      |
| Титул | 1-0 | 25 мая 1987 | Флоренция, Италия          | Грунт    | Алессандро де Миничис | 6-1 6-3                   |
| Финал | 1-1 | 3 янв 1988  | Веллингтон, Новая Зеландия | Хард     | Рамеш Кришнан         | 7-6 0-6 4-6 3-6           |
| Финал | 1-2 | 10 янв 1988 | Сидней, Австралия          | Трава    | Джон Фицджеральд      | 3-6 4-6                   |
| Титул | 2-2 | 14 мар 1988 | Орландо, США               | Хард     | Милослав Мечирж       | 7-6(8-6) 6-1              |
| Финал | 2-3 | 16 окт 1988 | Тулуза, Франция            | Хард (I) | Джимми Коннорс        | 2-6 0-6                   |
| Титул | 3-3 | 24 апр 1989 | Ницца, Франция             | Грунт    | Жером Потье           | 6-4 6-4                   |
| Титул | 4-3 | 8 мая 1989  | Мюнхен, Германия           | Грунт    | Мартин Стржелба       | 5-7 7-6(8-6) 6-2          |
| Финал | 4-4 | 14 янв 1990 | Окленд, Новая Зеландия     | Хард     | Скотт Дэвис           | 6-4 3-6 3-6               |
| Титул | 5-4 | 30 апр 1990 | Монте-Карло, Монако        | Грунт    | Томас Мустер          | 7-5 6-3 6-3               |
| Финал | 5-5 | 20 мая 1990 | Рим, Италия                | Грунт    | Томас Мустер          | 1-6 3-6 1-6               |
| Титул | 6-5 | 15 окт 1990 | Тель-Авив, Израиль         | Хард     | Амос Мансдорф         | 6-4 6-3                   |
| Титул | 7-5 | 29 июл 1991 | Монреаль, Канада           | Хард     | Петр Корда            | 3-6 6-4 6-3               |
| Финал | 7-6 | 8 мар 1992  | Индиан-Уэллс, США          | Хард     | Майкл Чанг            | 3-6 4-6 5-7               |
| Финал | 7-7 | 9 мая 1993  | Гамбург, Германия          | Грунт    | Михаэль Штих          | 3-6 7-6(7-1) 6-7(7-9) 4-6 |
| Финал | 7-8 | 8 авг 1993  | Прага, Чехия               | Грунт    | Серхи Бругера         | 5-7 4-6                   |

## Командные турниры

### Финалы командных турниров (0 побед — 1 поражение)
| №  | Год  | Турнир       | Команда                                           | Соперник в финале                   | Счёт |
| 1. | 1995 | Кубок Дэвиса | Россия Е. Кафельников, А. Ольховский, А. Чесноков | США Д. Курье, Т. Мартин, П. Сампрас | 2-3  |

## Семья
Бывшая жена — Алла, сын Андрей (январь 1991), дочь Изабель (февраль 1997). Вторая бывшая жена — Снежана, сын Даниил (август 2008), сын Александр (декабрь 2011), сын Никита (сентябрь 2014).